# 托尼·洛克海德
托尼·洛克海德（英語：Tony Lochhead；1982年1月12日—）是一位新西蘭足球運動員，他現在效力於北美大聯盟的美國芝華士。他在2001年在美國就讀大學時就已經開始踢球。2005年時，他成為了一名職業足球運動員。2014年1月，他加盟了美國芝華士。

## 外部連結
- 托尼·洛克海德 – FIFA國際賽競賽紀錄 (存檔)